# Лејк Харт (Флорида)
Лејк Харт (енгл. Lake Hart) насељено је место без административног статуса у америчкој савезној држави Флорида.

## Демографија
По попису из 2010. године број становника је 542, што је 15 (-2,7%) становника мање него 2000. године.
| Група             | 2000.       | 2010.       |
| Белци             | 516 (92,6%) | 474 (87,5%) |
| Афроамериканци    | 3 (0,5%)    | 4 (0,7%)    |
| Азијати           | 8 (1,4%)    | 17 (3,1%)   |
| Хиспаноамериканци | 22 (3,9%)   | 44 (8,1%)   |
| Укупно            | 557         | 542         |